# Japanophilie

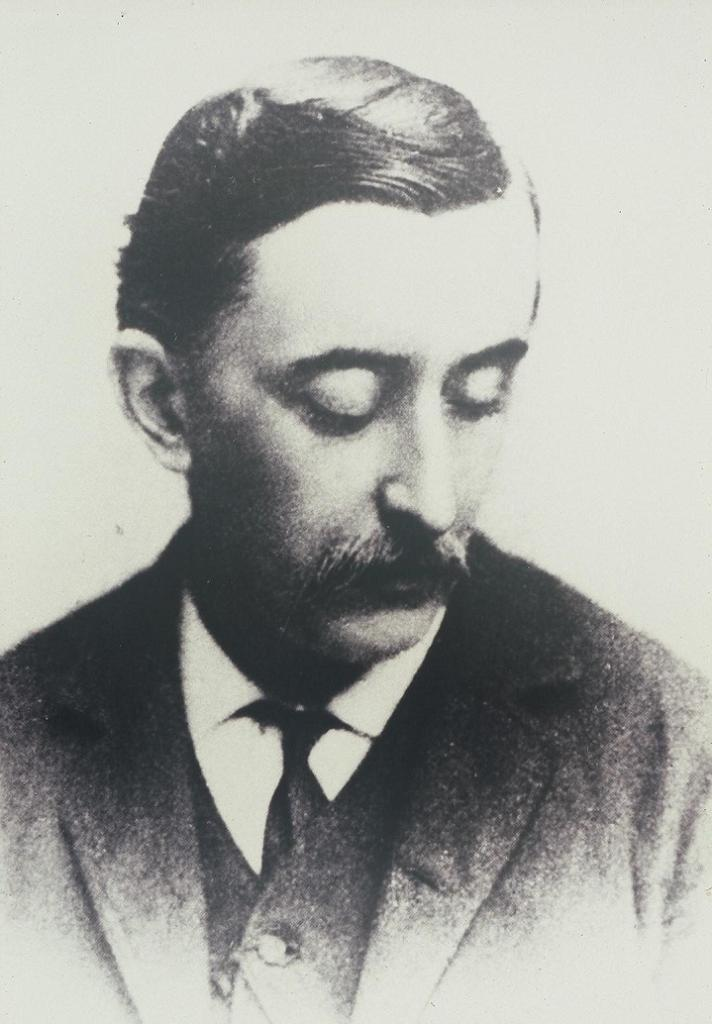
Lafcadio Hearn, ein bekannter irisch-griechischer Schriftsteller mit großem Interesse an Japan.

Japanophilie (japanisch 親日 shinnichi, bestehend aus 親 shin, auf Deutsch etwa „pro“, und 日 nichi, „japanisch“ bedeutend) beschreibt die Würdigung und Liebe zur Kultur, den Menschen und der Geschichte Japans. Der Begriff wurde erstmals im 18. Jahrhundert verwendet, wobei sich im Lauf der Zeit seine Bedeutung wandelte.

## Geschichte
Der Begriff Japanophilie geht auf das späte 18. Jahrhundert und das frühe 19. Jahrhundert zurück, bevor Japan sich mehr dem weltweiten Handel öffnete. Carl Peter Thunberg und Philipp Franz von Siebold halfen dabei das Interesse für die japanische Flora, Kunst und andere Bereiche in Europa zu wecken. Der irisch-griechische Schriftsteller Lafcadio Hearn ließ sich im 19. Jahrhundert in Japan nieder und wurde durch die Charles E. Tuttle Company in den Vorworten mehrerer seiner Bücher als „bestätigter Japanophil“ beschrieben. Andere Werke schreiben zudem dem französischen Militäroffizier Jules Brunet im Boshin-Krieg eine große Rolle in der Etablierung des Begriffes zu.
Viele britische Schriftsteller lobten im ersten Jahrzehnt des 20. Jahrhunderts Japan. Beatrice Webb schrieb im Jahr 1904 zum Beispiel, dass „Japan ein aufgehender Stern der menschlichen Selbstkontrolle und der Aufklärung war“, und lobte den innovativen Kollektivismus der Japaner und die „unheimliche Entschlossenheit“ sowie die Aufgeschlossenheit der aufgeklärten professionellen Elite. Ähnlich beschrieb H. G. Wells in seinem Werk Jenseits des Sirius (Originaltitel A Modern Utopia) ebendiese Elite als „Samurai“. Dies resultierte teilweise aus der Ablehnung der Machtstellung des Britischen Weltreiches mit dem vergleichbaren Aufstieg Japans und Deutschlands im gleichen Zeitraum. Während man Deutschland als Bedrohung an der nahen Hand betrachtete, sah man in Japan einen potentiellen Alliierten. Die Briten strebten nach Effizienz als Lösung für Probleme der Produktivität und nach der Veröffentlichung des Werkes Great Japan: A Study of National Efficiency im Jahr 1906 durch Alfred Stead schauten Experten nach Lektionen in Japan. Dieses Interesse endete mit dem Ausbruch des Ersten Weltkrieges im Jahr 1914.
Auf José Millán Astray, Gründer der Legión Española, übte die Lebensphilosophie Bushidō der japanischen Samurai einen großen Einfluss aus. Er bezeichnete Bushidō als das perfekte Glaubensbekenntnis und sagte, dass die spanischen Legionäre ebenfalls wie Samurai seien, die die Werte des Bushido praktizieren, die er in Ehre, Tapferkeit, Loyalität, Großzügigkeit und Aufopferung ausmachte. Auch sagte Astray, dass Spanien eine genauso große Macht wie Japan erlangen könne, wenn man an diesen Werten festhalte. Er übersetzte zudem Inazo Nitobes Buch Bushido: The Soul of Japan und verfasste basierend darauf ein Vorwort.

### WapaneseundWeeaboo
Anfang des 21. Jahrhunderts wurden Slangworte kreiert, um diejenigen zu erniedrigen, die die japanische Populärkultur würdigen. So entstand im Jahr 2002 der Begriff wapanese – wannabe Japanese (zu Deutsch „Möchtegern-Japaner“) oder white Japanese –, der eine weiße Person beschreibt, welche von der japanischen Kultur, Anime und Manga inbegriffen, besessen ist. Aus dem Comic Strip The Perry Bible Fellowship von Nicholas Gurewitch stammt der Begriff weeaboo, in dem dieser keine andere Bedeutung als etwas Unangenehmes hat. Laut einer nicht veröffentlichten Magisterarbeit griff die Onlineplattform 4chan das Wort sehr schnell auf und verwendete dieses missbräuchlicherweise für den bereits existierenden Terminus wapanese.
Es ist debattierbar, ob weeaboo die gleiche Bedeutung wie Otaku besitzt oder nicht, wobei weeaboo als Oberbegriff eine gewisse Verbindung andeutet. Kim Morrissy von Crunchyroll schrieb, dass die Bedeutung von otaku durch die kulturelle Aneignung behindert wurde und der Begriff fälschlicherweise in der westlichen Kultur ausschließlich genutzt wird, um eine japanische Person zu beschreiben. Justin Sevakis differenzierte in einem Blogbeitrag auf Anime News Network die beiden Begriffe und kam zum Schluss, dass es nichts Falsches an der Würdigung der japanischen Kultur gebe. Dabei stellte er allerdings auch fest, dass eine Person erst dann als weeaboo bezeichnet werden sollte, wenn diese sich abscheulich, unreif und ignorant gegenüber der Kultur verhalten, die sie lieben. Matt Jardin vom Alaska Dispatch gab seine Auffassung der Definition und beschreibt, dass weeaboos japanische Dinge blind bevorzugen und dabei auf alles andere herabschauen trotz des offensichtlichen Verdienstes.